# ブルチン・カナス空港
ブルチン・カナス空港（カザフ語: بۋىرشىن قاناس اۋەجايى / Буыршын Қанас Әуежайы；ウイグル語: بۇرچىن قاناس ئايروپورتى；(IATA: KJI, ICAO: ZWKN)）は、中国 新疆ウイグル自治区ブルチン県の中心部より東北74km、カナス湖より約50kmに位置する飛行場である。2006年5月20日より総費用2.35億人民元をかけて建設された。2500mの滑走路、18700平方mの駐機スペース、消防、供電、供水、特種車庫などの設備を含む3028平方mの建物を擁する。

2007年8月15日、ウルムチ空港から中国南方航空がボーイング737にて就航した。
| 航空会社     | 就航地                                             |
| ------------ | -------------------------------------------------- |
| 幸福航空     | アルタイ、富蘊(コクトカイ)、博楽阿拉山口、カラマイ |
| 中国南方航空 | ウルムチ                                           |
| 華夏航空     | カラマイ                                           |